# Syrjäntaka
Syrjäntaka är en tätort (finska: taajama) i Tavastehus stad (kommun) i landskapet Egentliga Tavastland i Finland. Fram till 2009 var Syrjäntaka centralorten för Tulois kommun. Vid tätortsavgränsningen den 31 december 2021 hade Syrjäntaka 536 invånare och omfattade en landareal av 2,37 kvadratkilometer.
Striden vid Syrjäntaka kämpades i Syrjäntaka under finska inbördeskriget.